# Choqa Zard, Kermanshah
Choqa Zard (în persană چقازرد, de asemenea, romanizat ca Choqā Zard) este un sat din districtul rural Baladarband, în districtul central al județului Kermanshah, provincia Kermanshah, Iran. La recensământul din 2006, populația sa era de 369 de locuitori, în 93 de familii.